# Fabienne Boffin
Fabienne Boffin, née le 29 novembre 1963, est une judokate française.
Elle est médaillée de bronze aux Championnats du monde 1991 en catégorie des moins de 52 kg. Aux Championnats d'Europe, elle est médaillée d'argent en moins de 48 kg en 1984, médaillée de bronze en moins de 48 kg en 1983 et 1986 et médaillée de bronze en moins de 52 kg en 1990 et 1991.